# Reisz Katalin
Reisz Katalin (írói álneve: Tordai Mária) (Marosvásárhely, 1928. március 24. – Kolozsvár, 2012. június 2. (k. n.)) újságíró, szerkesztő.

## Életpályája
1946-ban érettségizett a marosvásárhelyi leánygimnáziumban. 1950-ben diplomázott a Bolyai Tudományegyetemen francia nyelv és irodalom szakon. 1949–51 között a romanisztikai tanszéken tanársegéd volt. 1951-től az Igazság című napilapnál újságíró, 1970–1974 között főszerkesztő-helyettes, 1970–1972 között megbízott főszerkesztője, 1974–1985 között a művelődési osztály vezetője volt. 1952–1958 között elvégezte a bukaresti Pártiskolát. 1985-ben nyugdíjba vonult.
Cikkei jelentek meg A Hét, a Korunk, az Utunk és Új Élet című lapokban.